# Rabastens-de-Bigorre
Rabastens-de-Bigorre is een gemeente in het Franse departement Hautes-Pyrénées (regio Occitanie). De plaats maakt deel uit van het arrondissement Tarbes. Rabastens-de-Bigorre telde op 1 januari 2022 1.464 inwoners.

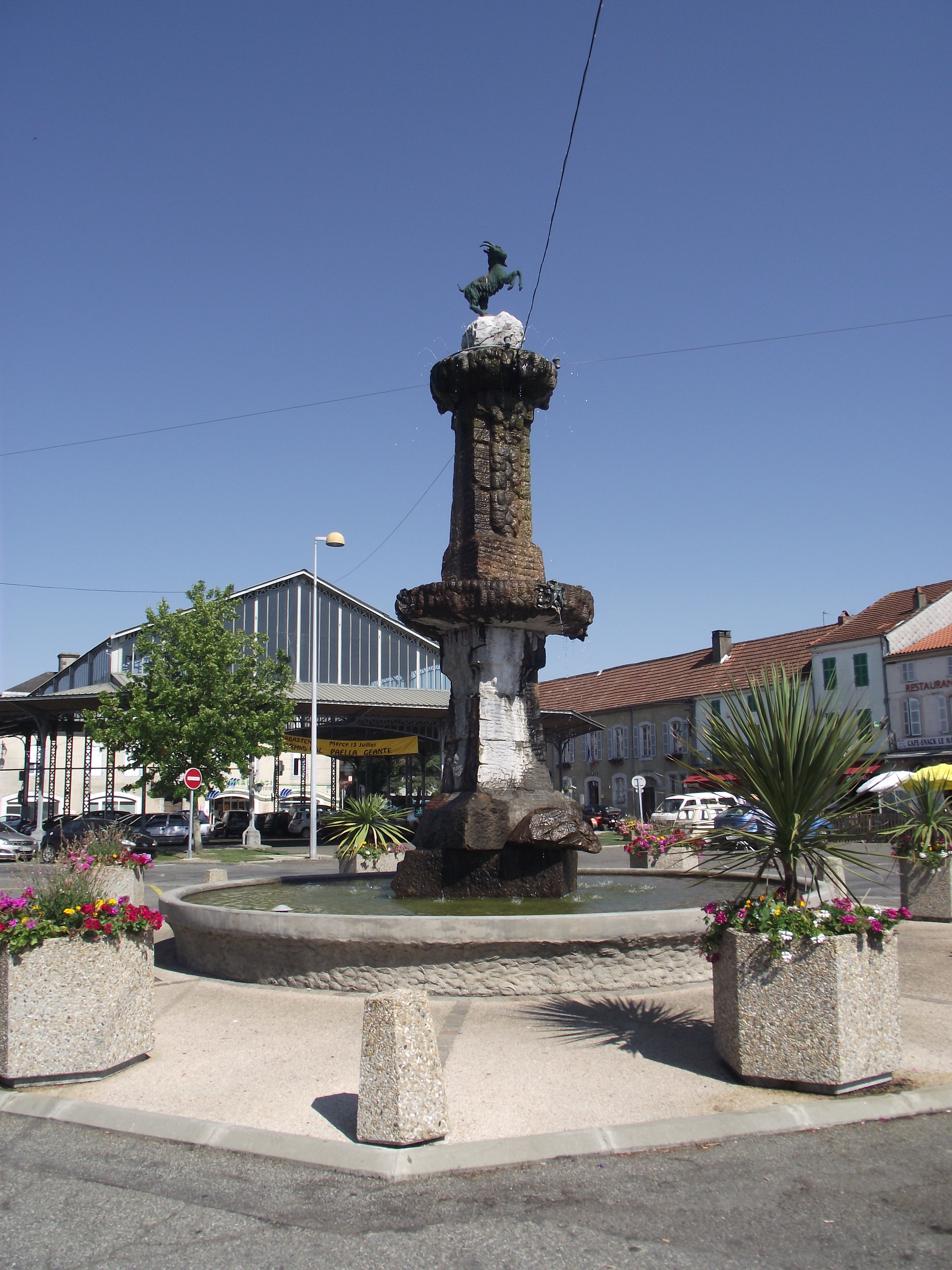
Fontein
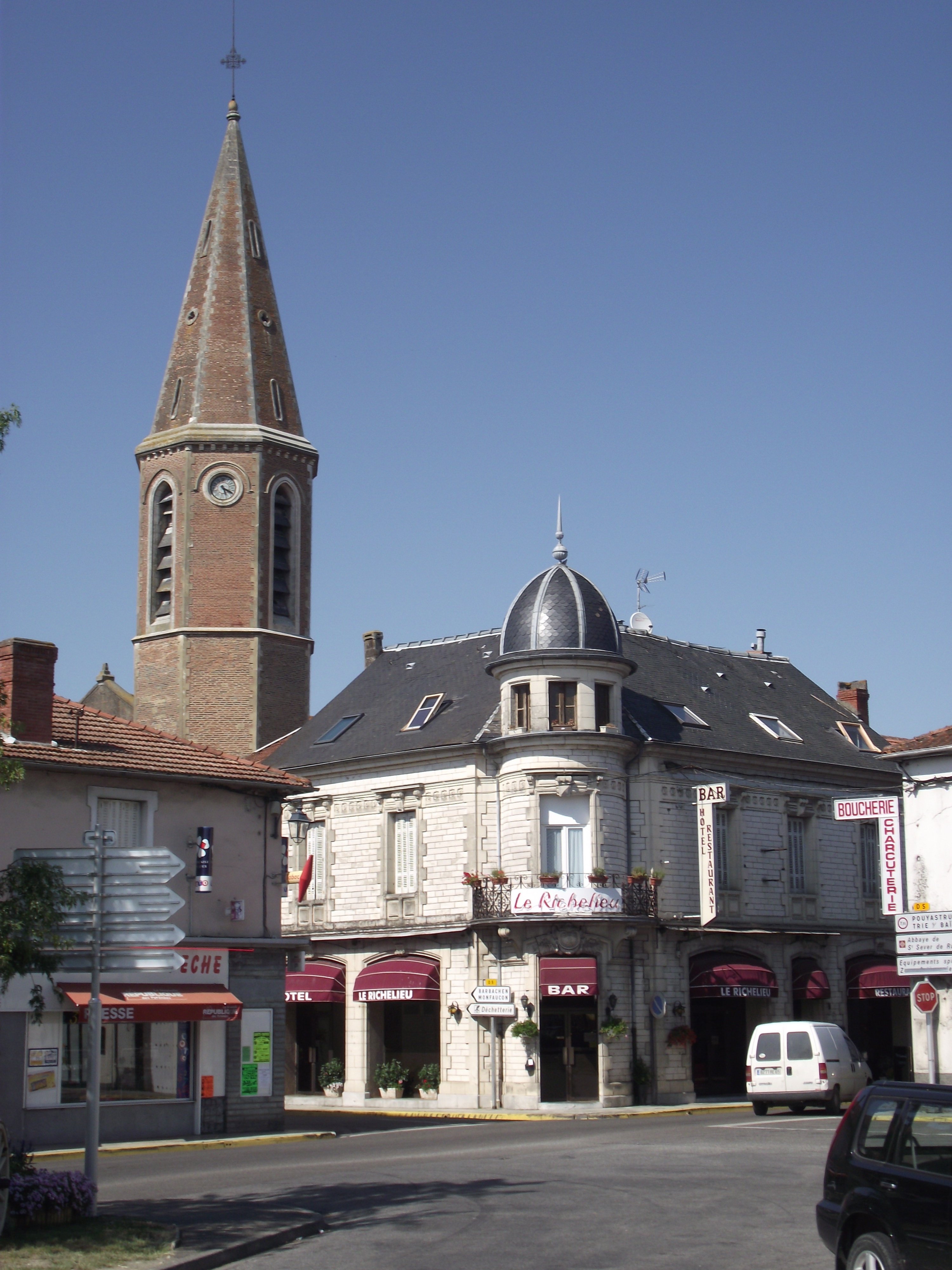
Kerk Saint-Louis en hotel Le Richelieu

## Geografie
De oppervlakte van Rabastens-de-Bigorre bedroeg op 1 januari 2022 8,93 vierkante kilometer; de bevolkingsdichtheid was toen 163,9 inwoners per km².

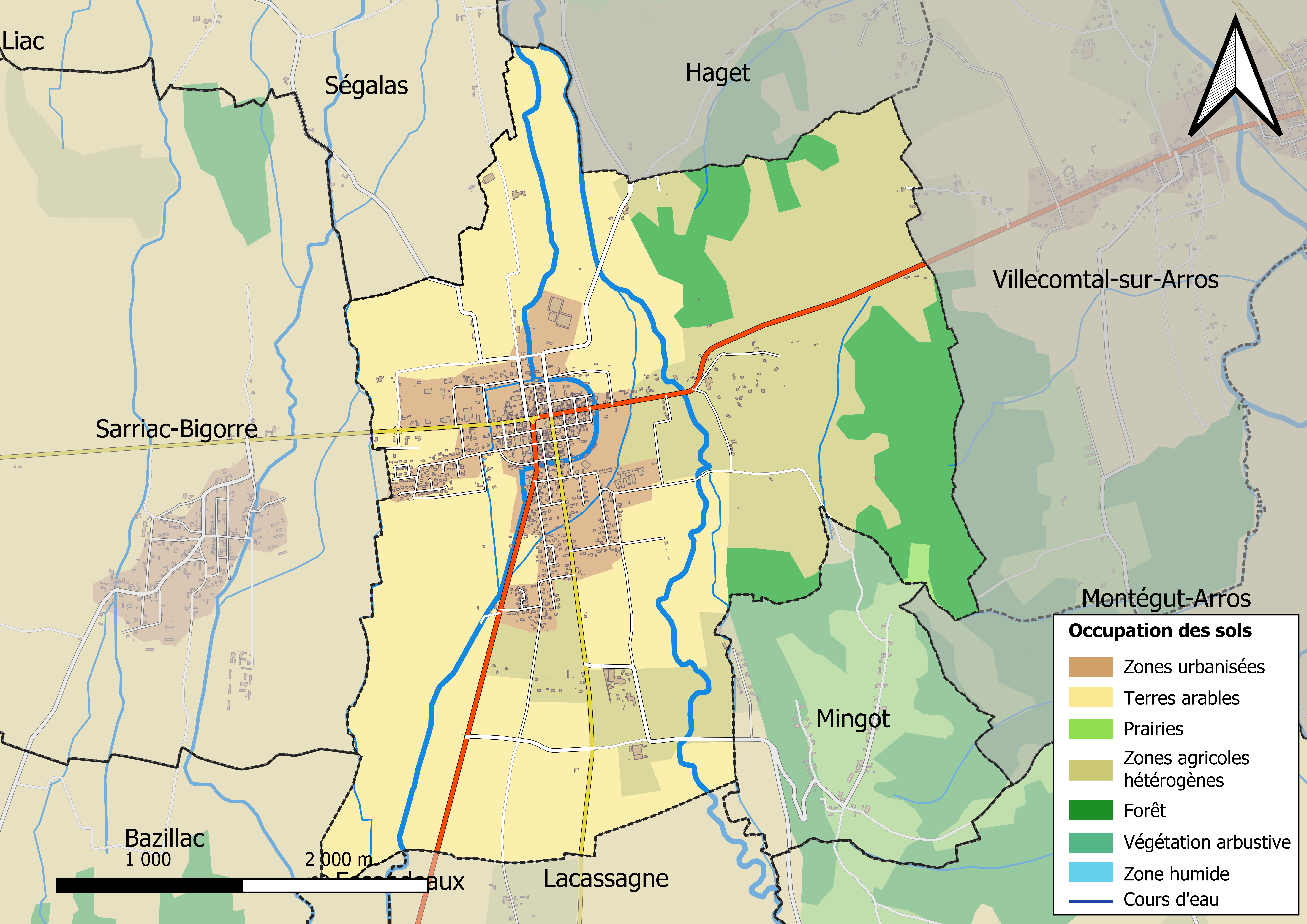
Kaart van de gemeente met belangrijkste infrastructuur, bodemgebruik en omliggende gemeenten

## Demografie
Onderstaande figuur toont het verloop van het inwonertal (bron: INSEE-tellingen).